# Saldanha (Sudáfrica)
Saldanha, también conocida como Bahía de Saldanha, es una ciudad de 28 142 habitantes, ubicada a 110 kilómetros al norte de Ciudad del Cabo, en la costa norte de la bahía de Saldanha, en la provincia del Cabo Occidental de Sudáfrica. Su situación como puerto natural protegido ha propiciado su desarrollo como puerto para la exportación de mineral de hierro desde Sishen, en el Cabo Norte, que se transporta por la línea ferroviaria Sishen-Saldanha. El puerto es uno de los mayores puertos de exportación de mineral de toda África y tiene capacidad para recibir buques de hasta 200 000 toneladas de peso muerto.

## Historia
«Agoada de Saldanha» era el antiguo nombre portugués de la bahía de la Mesa, pero más tarde Joris van Spilbergen le dio el nombre a la ubicación actual, que significa «lugar de agua de Saldanha».
Bartolomeu Dias fue el primer europeo registrado que vio lo que hoy es Saldanha.
La bahía de Saldanha lleva el nombre de António de Saldanha, capitán de un barco de la flota de Albuquerque que visitó Sudáfrica en 1503.

## Puerto
El puerto cuenta con instalaciones para el manejo de mineral de hierro a granel y petróleo crudo. Se manejan buques de mineral de hasta 21,5 metros de calado, así como grandes buques transportadores de petróleo crudo de hasta 20,5 metros de calado.